# کاتو ورکس
کاتو ورکس (به انگلیسی: Kato Works) شرکت ژاپنی تولیدکننده جرثقیل، بیل مکانیکی و ماشین آلات نظافت شهری است. کاتو در سال ۱۸۹۵ میلادی در شهر توکیو ژاپن تأسیس شد. شرکت تادانو لیمیتید یکی از بزرگترین رقبای این شرکت می‌باشد.